# حياة جونيبر لي
حياة جونيبر لي (بالإنجليزية: The Life and Times of Juniper Lee)‏ هو مسلسل رسوم متحركة أمريكي، أنشأته جود وينكن من إنتاج استديوهات كارتون نتورك. عرض على كارتون نتورك في الثلاثين من شهر مايو 2005 وانتهى في التاسع من شهر أبريل 2007.

## قصة المسلسل
يحكي المسلسل عن جونبير لي التي تمتلك قوة سحرية تحارب بها الشر، لكن جونيبر لي رغم كونها تمتلك هذه القوة إلا أنها تعيش في مدينة اورتشد باي وتحاول التأقلم مع المجتمع ومع زملائها في المدرسة وأصدقائها، كما أنها تحاول أن تبقى أمر محاربتها للشر مخفيًّا، إذ إنَّه لا يعلم عن قواها سوى أخوها الصغير راي راي وكلبها مونرو وجدتها.

## إستلهام المسلسل
قامت جود باستلهام المسلسل من مسلسل عائلة سيمبسون و بوفي مصاص الدماء القاتل فقامت بالجمع بين الحياة الاجتماعية في عائلة سيمبسون وقتال الوحوش من مسلسل بوفي. في المسلسل فتاة تقاتل الوحوش وتحاول الأندماج في الحياة الأجتماعية، وصرحت جود بقولها: أبدو كمن كسرت المألوف، لكني جمعت بين بوفي وسيمبسون، وفي النهاية حولتها إلى فتاة صغيرة تقاتل الوحوش.

## الشخصيات
- جونبير لي (مؤدية الصوت: لارا جيل ميلر، مدبلجة العربية: زينة ملكي): جون هي شخصية في الحادية عشر من عمرها، وهي فتاة صينية قدمت مع عائلتها إلى مدينة اورتشد باي، تملك شعراً أسود اللون مع خصلة وردية، ترتدي تيشيرت أخضر اللون عليه إشارة القوة السحرية بلون وردي، وترتدي جينز أزرق اللون، جون فتاة تمتلك قوة سحرية مكنتها من محاربة الشر، فتاة عادية لكنها طيبة القلب.
- جاسمن لي (مؤدية الصوت: امي هيل، مدبلجة العربية: زينة ضاهر): هي جدة جونيبر لي ومالكة القوة السحرية سابقا، جاسمن تبلغ الـ69 من العمر، لديها شعر ابيض اللون ملفوف مدور، ترتدي الرداء الصيني بنفسجي اللون، هادئة ورزينة وتملك الكثير من الحكمة كما أنها تعلم جون كل شيء وتساعدها على محاربة الشر.
- راي راي لي (مؤدية الصوت: كاث سوكي، مدبلجة العربية: ميرنا الحسيني): هو أخو جون الأصغر لا يملك أي قوى خارقة إلا انة يستطيع رؤية الوحوش. راي راي قصير البنية ويملك شعر جنوني صاعد إلى الأعلى أسود اللون. يرتدي تيشيرت برتقالي أسود الأكمام علية إشارة صاعقة، وجينز أزرق اللون. راي راي يحلم بأن يقاتل الشر مثل أخته الكبرى، دائماً ما يشاهد أخته الكبرى تقاتل وهو منبهر وهو دائم القول: رائع! راي راي متسرع وثرثار ويحب اطلاق النكات.
- مونرو (مؤدي الصوت: كارلوس الزراكو، مدبلج العربي: ربيع بحر صافي): هو كلب عائلة جونبر لي، يملك فرواً رمادي اللون ورقعة رمادية داكنة على عينه. هو كلب سحري يستطيع التحدث لا يستطيع أحد سماعه إلَّا جون راي راي والجدة. مونرو حكيم نوعاً ما لكنة ثرثار ويحب اطلاق النكات. هو كثير العلم بالوصفات السحرية وهو دائماً من يصنعها.
- دينس لي (مؤدي الصوت: الكسندر بولونوسكي): هو الأخ الأكبر لجونيبر لي. دينس يملك شعراً اسودا يشبه شعر أخيه لكنة صغير. دينس طويل البنية ونحيل، يرتدي قميصا رمادي اللون وجينزا أزرق. دينس لا يملك أي قوى خارقة ويحب دائماً ازعاج أخته، يحب لعب ألعاب الفيديو، وهو غبي نوعاً ما ويصاحب الحمقى في نادي للعب العاب الخيال العلمي.
- جودي إرون (مؤدي الصوت: كولين او شوجينيسي): جودي صديقة جون المفضلة. تملك شعراً أشقرا، وترتدي قميصاً أزرقا، وجينزا كحلي اللون. فتاة مرحة تحب اللون الوردي واجتماعية وتحتل مركز رئيسة الطلبة.
- اوفيليا رامرز (مؤدية الصوت: كاندي ميلو): اوفيليا صديقة جون الثانية. تملك شعراً وردياً وأسوداً. تملك مظهرا كئيبا. ترتدي تيشيرت رمادي اللون وسروال اسود. فتاة قوية، متزمتة وهادئة وقليلة الكلام. تحب ضرب روجر طول الوقت.
- روجر (مؤدية الصوت تارا سترونج، مدبلجة العربية: رنا الرفاعي): روجر صديق جونيبر لي في المدرسة. روجر مظهره غريب؛ له شعر بني اللون يضعة تحت قبعة زرقاء ويرتدي نظارات واسعة ويرتدي جينز أزرق وجاكيت أخضر اللون وأزرق. روجر الفتى الأغبى في المسلسل وهو أحمق ويحاول التقرب من جونيبر لي، وهو دائم التحدث عن الآليين والمستذئبين وإبراهام لينكون.[2]

## الجوائز
- في 2006 أخذت جائزة مؤدي الصوت المثالي لارا جيل ميلر مؤدية صوت جونيبر لي.

## وصلات خارجية
- حياة جونيبر لي على موقع IMDb (الإنجليزية)
- حياة جونيبر لي على موقع ميتاكريتيك (الإنجليزية)
- حياة جونيبر لي على موقع فيلمافينيتي (الإسبانية)
- حياة جونيبر لي على موقع كينوبويسك (الروسية)
- حياة جونيبر لي على موقع ألو سيني (الفرنسية)
- حياة جونيبر لي على موقع قاعدة بيانات الفيلم (الإنجليزية)